# Megalomphalus
Megalomphalus is een geslacht van weekdieren uit de klasse van de Gastropoda (slakken).

## Soorten
- Megalomphalus azoneus (Brusina, 1865)
- Megalomphalus californicus (Dall, 1903)
- Megalomphalus caro Dall, 1927
- Megalomphalus disciformis (Granata-Grillo, 1877)
- Megalomphalus lamellosus (d'Orbigny, 1842)
- Megalomphalus margaritae Rolán & Rubio, 1998
- Megalomphalus millerae (Nowell-Usticke, 1959)
- Megalomphalus oxychone (Mörch, 1877)
- Megalomphalus petitianus (Tiberi, 1869)
- Megalomphalus pilsbryi (Olsson & McGinty, 1958)
- Megalomphalus ronaldi Segers, Swinnen & De Prins, 2009
- Megalomphalus schmiederi McLean, 1996
- Megalomphalus serus Rolán & Rubio, 1999
- Megalomphalus troudei (Bavay, 1908)